# Алекса Грей
Алекса Леа Грей (англ. Alexa Lea Gray; нар. 7 серпня 1994, Летбридж, Альберта) — канадська волейболістка, догравальний. Капітан національної збірної. Переможниця Кубка виклику, клубного чемпіонату світу і чемпіонату Італії.

## Із біографії
Народилася в спортивній родині. Мати, Стейсі Френч, грала за баскетбольну команду університету Південної Юти. У 13 років пережила автомобільну аварію. В машину врізався лось і авто перекинулось декілька разів. Алекса з сестрою залишилися живі, а мати — загинула. Батько, Еврік Грей,— за команду університету Невади (Лас-Вегас), а потім працював баскетбольним тренером в середній школі.
Навчалася у Вищій центральній школі (Калгарі). У шостому класі почала виступати за жіночий волейбольний клуб «Калгарі Дінос». Чемпіонка провінції Альберта у вікових категоріях до 15 і 17 років, переможниця національної першості у вікових категоріях до 16 і 17 років. У середній школі також грала в регбі і баскетбол.
За віросповіданням вона мормон. Це дало можливість вступити до коледжу приватного релігійного університету Брігама Янга, а також грати за студентську волейбольну команду. У першому сезоні її визнали найкращим новачком Конференції Західного узбережжя, у 2014 і 2015 роках — найкращим гравцем конференції. 2014 року її команда стала фіналістом першості, вперше у своїй історії.
Професіональну кар'єру розпочала в клубі з Південної Кореї. З 2017 року грає за італійські клуби. У складі «Імоко» (Конельяно) стала переможцем чемпіонату, кубка та суперкубка Італії та клубного чемпіонату світу. У сезоні 2022—2023 її визнали найкращою гравчинею Серії А1. У міжсезоння перейшла до турецької команди «Еджзаджибаши» (Стамбул).
Кольори національної збірної захищає з 2017 року. У її складі виступала на двох чемпіонатах світу (2018, 2022), розіграшах Ліги націй і Кубку претендентів 2019 року (найкращий гравець і бомбардир турніру).

## Клуби
| Роки      | Команди                        |
| --------- | ------------------------------ |
| 2016—2017 | «GS Caltex Seoul KIXX» (Сеул)  |
| 2017—2018 | «Соверато»                     |
| 2018—2019 | «Помі» (Казальмаджор)е         |
| 2019—2020 | «Казерта»                      |
| 2019—2020 | «Савіно Дель Бене» (Скандіччі) |
| 2020—2022 | «Унет Е-Ворк» (Бусто-Арсіціо)  |
| 2022—2023 | «Імоко» (Конельяно)            |
| 2023—     | «Еджзаджибаши» (Стамбул)       |

## Статистика
В єврокубках:
| Сезон   | Клуб                           | Турнір         | Ігри | Сети | Очки | Ср.  | Примітки |
| ------- | ------------------------------ | -------------- | ---- | ---- | ---- | ---- | -------- |
| 2019/20 | «Савіно Дель Бене» (Скандіччі) | Ліга чемпіонів | 2    | 7    | 19   | 2,71 |          |
| 2020/21 | «Унет Е-Ворк» (Бусто-Арсіціо)  | Ліга чемпіонів | 10   | 38   | 158  | 4,16 |          |
| 2021/22 | «Унет Е-Ворк» (Бусто-Арсіціо)  | Кубок ЄКВ      | 2    | 7    | 38   | 5,43 |          |
| 2022/23 | «Імоко» (Конельяно)            | Ліга чемпіонів | 6    | 17   | 60   | 3,53 |          |
| 2023/24 | «Еджзаджибаши» (Стамбул)       | Ліга чемпіонів | 11   | 39   | 111  | 2,85 |          |
| 2024/25 | «Еджзаджибаши» (Стамбул)       | Ліга чемпіонів | 5    | 13   | 43   | 3,31 |          |